# 克里斯蒂安鄉 (錫比烏縣)

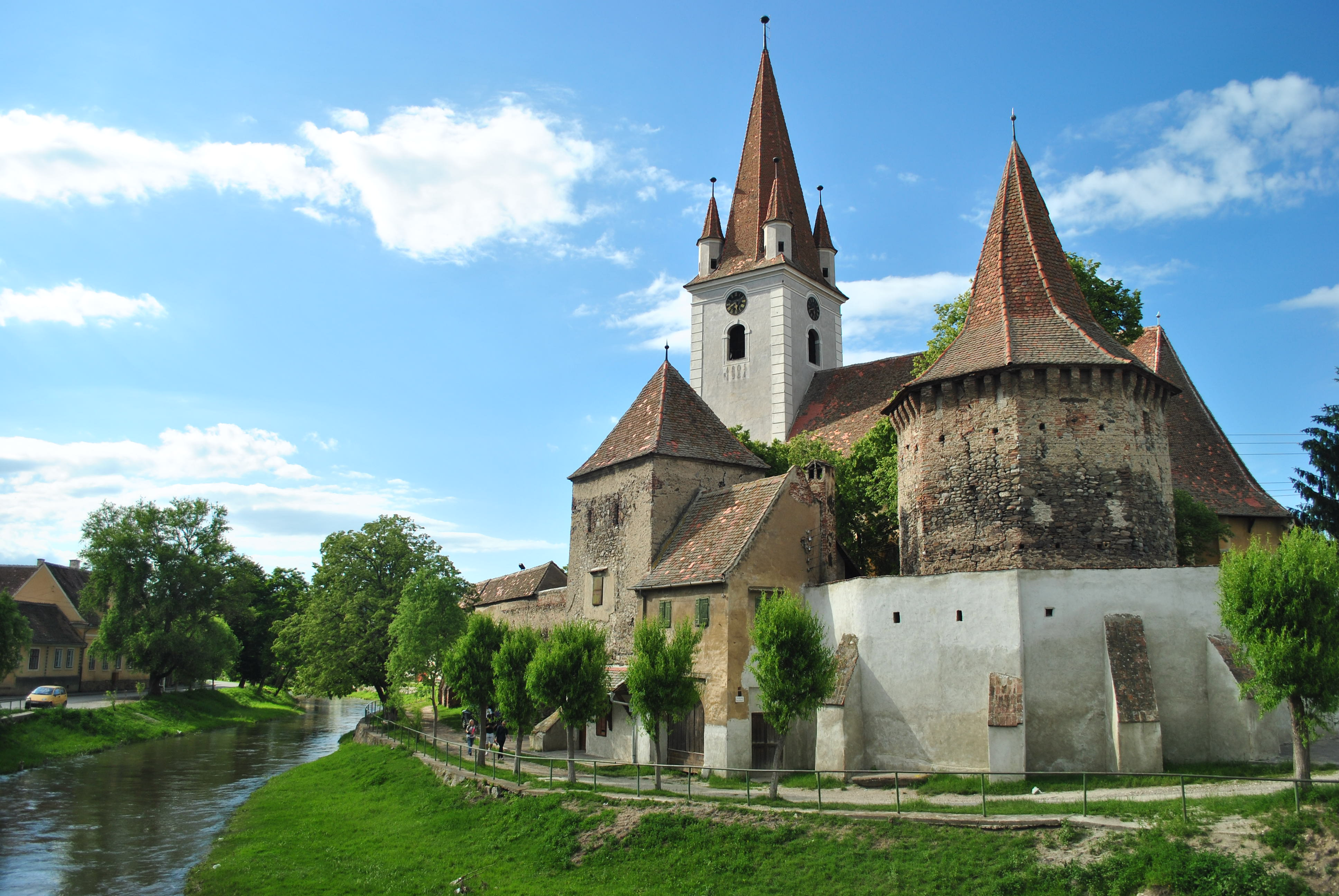

45°47′00″N 24°01′45″E / 45.7833°N 24.0292°E
克里斯蒂安鄉（羅馬尼亞語：Comuna Cristian, Sibiu），是羅馬尼亞的鄉份，位於該國中部，由錫比烏縣負責管轄，面積73平方公里，海拔高度438米，2007年人口3,955，人口密度每平方公里54人。